# دروازه محمدیه
۳۵°۴۰′۰۳٫۲″ شمالی ۵۱°۲۴′۵۷٫۵″ شرقی / ۳۵٫۶۶۷۵۵۶°شمالی ۵۱٫۴۱۵۹۷۲°شرقی
دروازه محمدیه یا دروازه نو تنها بازمانده از دروازه‌های قدیم تهران و در نزدیکی آن میدان محمدیه یا پاقاپوق یکی از پنج میدان مهمی بود که در تهران دوران قاجار ساخته شد. این میدان سپس به میدان اعدام و سپس دوباره به محمدیه نامیده شد که در جنوب تهران و خارج از شهر قرار داشت و محل اعدام مجرمین بود.

## تاریخچه نامگذاری
در میان این میدان تپه‌ای خاکی قرار داشت که روی آن ستون گرد آجری کوتاهی را ساخته بودند. بر روی این ستون قاپوق قرار داده می‌شد و مجرمان را در آن سر می‌بریدند و مردم در پای آن اجتماع می‌کردند. همین امر سبب شده بود تا آن را پاقاپوق بنامند.
در آخرین سال پادشاهی محمد شاه قاجار و به سال ۱۲۶۳ قمری، دروازه‌ای در پاقاپوق تهران ساخته شد، که سپس دروازه نو یا دروازه محمدیه نامیده شد. این دروازه که در جنوب محله بازار تهران است، تنها دروازه‌ایست که همچنان پابرجاست. بر بدنه آن شیر طلایی به چشم می‌آید.
پس از مشروطیت، سر بریدن کاری وحشیانه محسوب شد. به همین دلیل به جای آن تپه خاکی که به مرور زمان تخریب شده‌بود و قاپوق میان میدان، تختگاهی دیواردار ساخته شد که بر رویش تیرک چوبی و طناب دار نصب نمودند و عمل سر بریدن جای خود را به اعدام با طناب دار داد. با تغییر شیوه اعدام، نام میدان نیز از «پاقاپوق» به «اعدام» تغییر یافت.
سپس محل نمایش عمومی اعدام از این میدان به میدان مشق منتقل شد. با برچیده شدن چوبه دار از میان میدان اعدام، نام آن نیز به میدان محمدیه تغییر یافت.
میدان محمدیه کنونی در تقاطع خیابان خیام با مولوی قرار داشته و در جنوب به خیابان شوش می‌رسد.